# Alexandra Cadanțu-Ignatik
Alexandra Cadanțu-Ignatik (nome de solteira: Cadanțu; Bucareste, 3 de Maio de 1990) é uma ex-tenista profissional romena.
Chegou aos melhores rankings de 59 de simples e 101 de duplas, obtidos em 2014 e 2012, respectivamente. No circuito WTA, possui apenas um título, de duplas, no WTA de Bucareste de 2014.
Em torneios do Grand Slam, conquistou apenas uma vitória em chaves principais, no Torneio de Wimbledon de 2013. Geralmente, vê-se Cadanțu-Ignatik competindo no Circuito ITF.
No meio de 2021, Alexandra casou-se com o também tenista Uladzimir Ignatik, e mudou o nome profissional. Dos eventos acima do nível ITF que disputou, estreou no WTA Challenger de Bol de 2021 como Alexandra Ignatik, mas no seguinte, o Australian Open de 2022, já o ajustou para Alexandra Cadanțu-Ignatik.
Em junho de 2024, Cadanțu-Ignatik anunciou sua aposentadoria do tênis profissional.

## Finais

### Circuito WTA

#### Simples: 1 (1 vice)
| Legenda                                      |
| -------------------------------------------- |
| Grand Slam (0–0)                             |
| WTA Tour (0–0)                               |
| Tier I / Premier Mandatory & Premier 5 (0–0) |
| Tier II / Premier (0–0)                      |
| Tier III, IV & V / International (0–1)       |

| Titulos por Piso |
| ---------------- |
| Duro (0–1)       |
| Grama (0–0)      |
| Saibro (0–0)     |
| Carpete (0–0)    |

| Posição | N. | Data              | Campeonato                        | Piso | Oponente    | Placar   |
| ------- | -- | ----------------- | --------------------------------- | ---- | ----------- | -------- |
| Vice    | 1. | 26 Fevereiro 2012 | Monterrey Open, Monterrey, México | Duro | Tímea Babos | 4–6, 4–6 |

#### Duplas: 2 (1 título, 1 vice)
| Legenda                                      |
| -------------------------------------------- |
| Grand Slam (0–0)                             |
| WTA Tour (0–0)                               |
| Tier I / Premier Mandatory & Premier 5 (0–0) |
| Tier II / Premier (0–0)                      |
| Tier III, IV & V / International (1–1)       |

| Títulos por Piso |
| ---------------- |
| Duro (0–0)       |
| Grama (0–0)      |
| Saibro (1–1)     |
| Carpete (0–0)    |

| Posição | N. | Data          | Campeonato                                              | Piso   | Parceira           | Oponentes                        | Placar                |
| ------- | -- | ------------- | ------------------------------------------------------- | ------ | ------------------ | -------------------------------- | --------------------- |
| Vice    | 1. | 28 Abril 2012 | Grand Prix SAR La Princesse Lalla Meryem, Fes, Marrocos | Saibro | Irina-Camelia Begu | Petra Cetkovská Alexandra Panova | 6–3, 6–7(5–7), [9–11] |
| Campeã  | 1. | 13 Julho 2014 | BRD Bucharest Open, Bucareste, Romênia                  | Saibro | Elena Bogdan       | Çağla Büyükakçay Karin Knapp     | 6–4, 3–6, [10–5]      |